# Chřest lékařský
Chřest lékařský (Asparagus officinalis), lidově též „špargl“, je druh jednoděložné rostliny z čeledi chřestovité (Asparagaceae). V některých starších taxonomických systémech byl řazen do čeledi liliovité v širším pojetí (Liliaceae s.l.).

## Popis
Jedná se o vytrvalou, asi 40 až 150 cm vysokou, bylinu s krátkým dřevnatým oddenkem. Je to dvoudomá rostlina. Fotosyntetickou funkci přebírá hlavně stonek, tedy jeho části napodobující listy, zvané fylokladia, která vyrůstají ve svazcích (nejčastěji po 4–15) v uzlinách, jsou čárkovitého tvaru, asi 0,5–1 mm široké. Pravé listy jsou velmi redukované, šupinovité, asi 3–4 mm dlouhé. Kvete v červnu až červenci. Květy jsou jednotlivé nebo po dvou na krátkých článkovitých stopkách, samičí jsou o něco menší. Okvětí se skládá ze 6 okvětních lístků, ve dvou přeslenech, okvětní lístky jsou u samčích květů asi do dvou třetin srostlé, jsou bílé až žlutozelené. Tyčinek je v samčích květech šest, ve dvou přeslenech. Gyneceum je složeno ze tří plodolistů, je synkarpní, semeník je svrchní. Plodem je červená bobule, asi 6–8 mm v průměru.

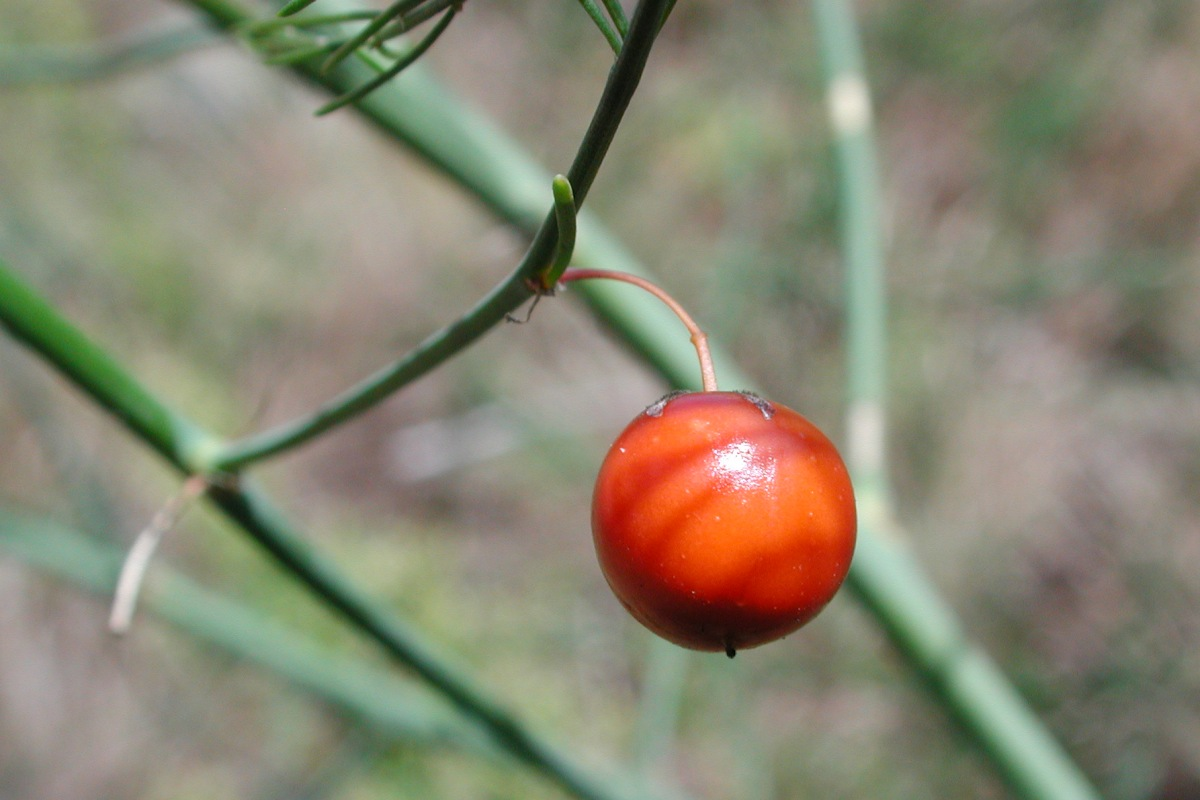
Plod chřestu lékařského

## Rozšíření

### Svět
Chřest lékařský roste přirozeně na většině území Evropy, na sever po Velkou Británii a jižní Skandinávii, na východ po střední Asii a jižní Sibiř. Jako pěstovaný a zplanělý je však ledaskde v mírném pásu včetně Nového Zélandu a Severní Ameriky.

### Česká republika
V ČR se přirozeně vyskytuje v teplejších oblastech, kde roste na suchých stráních a ve světlých křovinách od nížin po pahorkatiny. Je i pěstován a často zplaňuje.

## Pěstování

### Svět
Zdaleka největším světovým producentem chřestu je Čína; v roce 2013 zde bylo vypěstováno 7 000 000 tun, druhé v pořadí bylo Peru (383 144 tun) a třetí Mexiko (126 421 tun). V Německu, které je největším evropským pěstitelem i spotřebitelem, bylo ročně vypěstováno 57 000 tun bílého chřestu (61 % domácí spotřeby).
V roce 2017 bylo ve světě podle FAO vypěstováno více než 8,95 milionů tun chřestu. Tabulka uvádí přehled 10 největších producentů chřestu, kteří se na celkovém objemu podílejí 98,6 %.
| Pořadí | Stát       | Množství (v t) |
| ------ | ---------- | -------------- |
| 1      | Čína       | 7 843 162      |
| 2      | Peru       | 383 098        |
| 3      | Mexiko     | 245 681        |
| 4      | Německo    | 130 881        |
| 5      | Španělsko  | 63 433         |
| 6      | Itálie     | 46 419         |
| 7      | USA        | 34 100         |
| 8      | Japonsko   | 34 100         |
| 9      | Thajsko    | 25 000         |
| 10     | Nizozemsko | 20 800         |
|        | Svět       | 8 950 307      |

### Česká republika
V Čechách jsou nejvhodnější podmínky pro jeho pěstování na Mělnicku. Zde jej také na ploše cca 150 ha v Hostíně u Vojkovic pěstuje jako zemědělskou plodinu jediný domácí velkopěstitel – firma Český chřest, která produkci chřestu převzala od původně holandských pěstitelů. Pěstoval se historicky především v Ivančicích na Moravě, odkud se dodával i na císařský dvůr ve Vídni. Nyní se v Ivančicích tradice udržuje již jen symbolicky a na místních tradičních chřestových slavnostech je k dostání český chřest z Mělnicka.

## Z historie
Jemnou chuť chřestu si lidé vychutnávali už před naším letopočtem, ale zároveň jej díky jeho vlastnostem (zejména močopudným, tj. diuretickým) užívali jako lék. Za první zmínku o této zelenině můžeme považovat její zobrazení na fresce z doby 3000 let př. n. l., na níž je obětována egyptským bohům. V antice už znali chřest i v Sýrii či ve Španělsku, Řekové a Římané ho v sezoně jedli čerstvý a na zimu si ho sušili do zásoby – Římané ho sušili vysoko v Alpách na epikurejské slavnosti (epikurejci považovali jídlo za jednu ze slastí života). Římský císař Augustus pak dokonce založil „chřestovou flotilu“ určenou k dovozu této skvělé zeleniny. A že si s ní uměli dobře poradit už v tehdejší kuchyni, dokládá nejstarší dochovaný recept na přípravu chřestu ze třetího století našeho letopočtu v díle Apicius: De re coquinaria, kniha III. Chřest však zaujal rovněž odborníky – už slavný řecký lékař Galén se v druhém století n. l. o chřestu vyjádřil jako o velmi prospěšné rostlině.
Po pádu Římské říše upadla tato vytrvalá bylina do zapomnění, což vydrželo až do středověku, kdy se začala znovu vracet na výsluní. Kolem roku 1469 už chřest pěstovali ve francouzských klášterech, později si jej král Ludvík XIV. řečený Král Slunce tak oblíbil, že nechal zbudovat několik skleníků, v nichž se tato zelenina pěstovala výhradně pro královský dvůr a jeho potřeby. Milenka dalšího francouzského panovníka Ludvíka XV. Madame de Pompadour pak pořádala velkolepé hostiny, na nichž nesměly „points d’amour“ – aneb „špičky lásky“ chybět. Přezdívá se tak – díky jejímu tvaru připomínajícímu falus – špičce chřestu, jež má nejlepší konzistenci a nejsilnější i nejlepší chuť.
V Anglii se chřest dostal do povědomí až okolo roku 1538 a v Německu si ho pořádně všimli až kolem roku 1542. Přitom an-Nafzáví ve svém díle Zahrada vůní oslavuje chřest pro jeho úžasné afrodiziakální účinky – což je ctnost, která je v indické příručce o sexu Ananga Ranga přisuzována „speciálním fosforovým prvkům“, jež též působí proti únavě. Do Ameriky se chřest dostal s velkým zpožděním až v roce 1850.

## Použití
Mladé výhonky se používají jako zelenina. Kromě toho se pěstuje i jako okrasná rostlina.

## Průměrný obsah látek a minerálů
Tabulka udává dlouhodobě průměrný obsah živin, prvků, vitamínů a dalších nutričních parametrů zjištěných v chřestu.
| Složka          | Jednotka | Průměrný obsah | Prvek (mg/100 g) | Průměrný obsah | Složka (mg/100g) | Průměrný obsah |
| --------------- | -------- | -------------- | ---------------- | -------------- | ---------------- | -------------- |
| voda            | g/100 g  | 91,4           | Na               | 1              | vitamin C        | 12             |
| bílkoviny       | g/100 g  | 2,9            | K                | 260            | vitamin D        | 0              |
| tuky            | g/100 g  | 0,6            | Ca               | 27             | vitamin E        | 1,16           |
| cukry           | g/100 g  | 1,9            | Mg               | 13             | vitamin B6       | 0,09           |
| celkový dusík   | g/100 g  | 0,47           | P                | 72             | vitamin B12      | 0              |
| vláknina        | g/100 g  | 1,7            | Fe               | 0,7            | karoten          | 0,315          |
| mastné kyseliny | g/100 g  | 0,4            | Cu               | 0,08           | thiamin          | 0,16           |
| cholesterol     | g/100 g  | 0              | Zn               | 0,7            | riboflavin       | 0,06           |
| energie         | kJ/100 g | 103            | Mn               | 0,2            | niacin           | 1,0            |

## Léčivé účinky

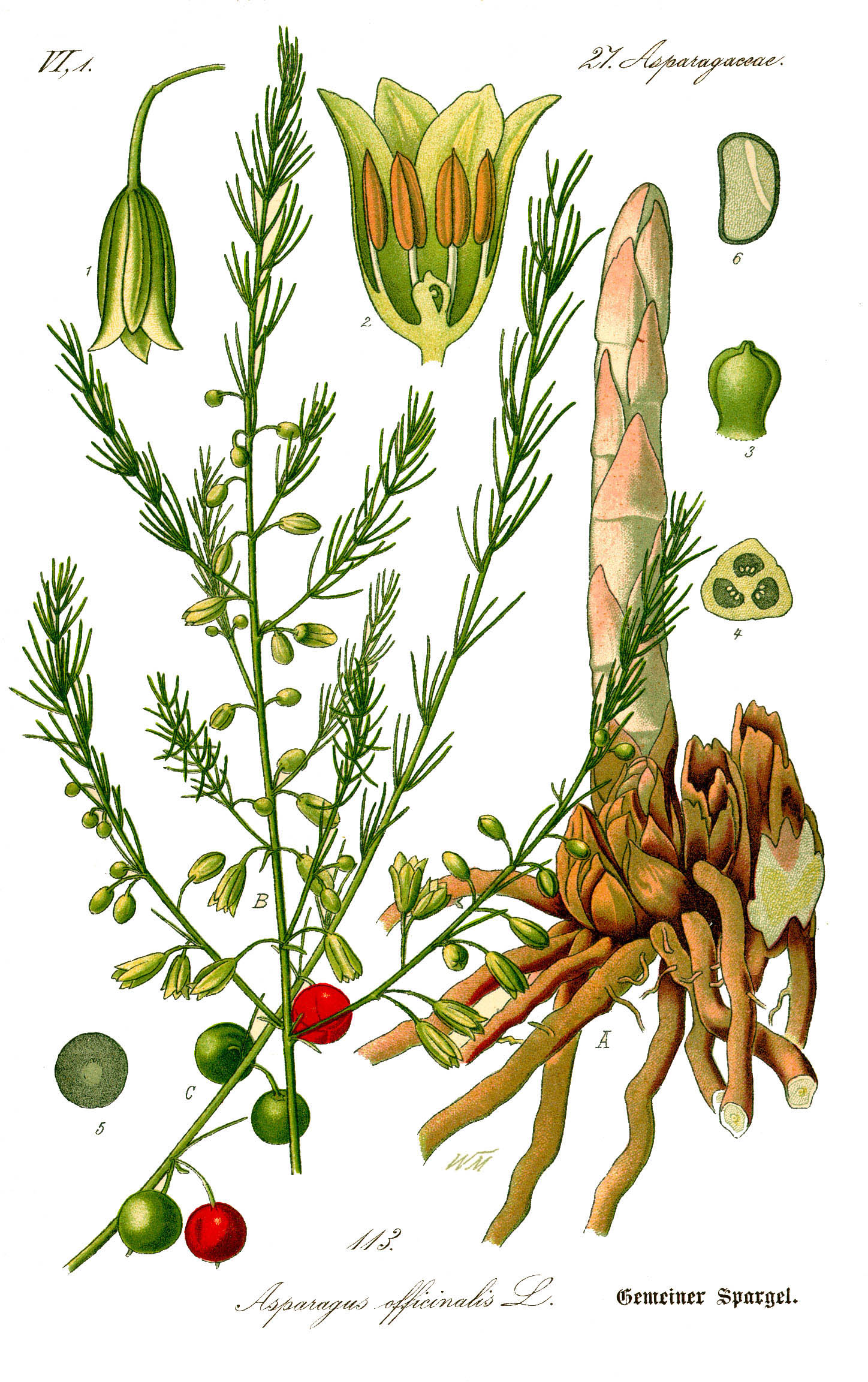
Ilustrační nákres chřestu lékařského

První, kdo popsal účinky této zeleniny jako ozdravné a pročišťující, byl ve druhém století n. l. antický lékař Galén. K němu se pak v následujících staletích přidávali další odborníci, kteří své názory podpořili řadou vědeckých studií. Ty například prokázaly, že chřest je skvělým nízkokalorickým zdrojem folátů a draslíku. Jeho stonky obsahují vysoké procento přírodních antioxidantů. „Chřest poskytuje základní výživné složky: šest výhonků obsahuje 135 mikrogramů folátů, což je téměř polovina doporučené denní dávky pro dospělého člověka, 20 miligramů draslíku,“ (Reader’s Digest). Průzkumy ukazují, že foláty jsou klíčem ke zkrocení homocysteinu (kyseliny listové, jsou také důležité pro těhotné ženy, protože chrání plod matky proti poruchám nervového systému). Ze studií vyplývá, že lidé, kteří zemřeli na Alzheimerovu chorobu, měli extrémně nízké nebo nulové hodnoty folátů, jiné výsledky výzkumů svědčí o tom, že velké množství draslíku v těle může snížit ztrátu vápníku. Zejména zelený chřest je rovněž dobrým zdrojem vitaminu C. Vitamin C pomáhá produkovat a udržovat v těle kolagen, základní stavební hmotu pojivových tkání.
„Chřest byl dlouhou dobu uznávám pro své bohaté léčivé účinky“, napsal D. Onstad, autor Velkého průvodce potravinami: průvodce pro dobrodružné kuchaře, zvědavé nakupující a milovníky přírodních potravin. „Chřest obsahuje látky s močopudnými vlastnostmi (diuretické), neutralizující čpavek, který nám způsobuje únavu, a chránící malé červené cévky před jejich praskáním. Díky vláknině má navíc rovněž projímavé účinky.“
To potvrzuje i autor „Heinermanovy nové encyklopedie ovoce a zeleniny“: „Uvařený chřest a šťáva z něj vymačakná velmi dobře rozpouštějí močovou kyselinu (způsobuje dnu), která je usazena v končetinách. Chřest se používá zejména při vysokém tlaku, kdy podíl sodíku v krvi zdaleka převyšuje obsah draslíku. Vařený chřest také zvyšuje střevní evakuace. „Voda, ve které se chřest vařil, může krom toho fungovat také na čištění pleti, pokud se používá pravidelně každé ráno a večer.“
Jeden jihokorejský vědec[kdo?] objevil pozitivní vliv chřestu na kocoviny způsobené nemírnou konzumací alkoholu. Rovněž průzkum otištěný v Journal of Food Science tvrdí, že extrakty vytažené z listů a výhonků zvyšují podíly klíčových enzymů odbourávajících zbytky alkoholu.

## Fotogalerie

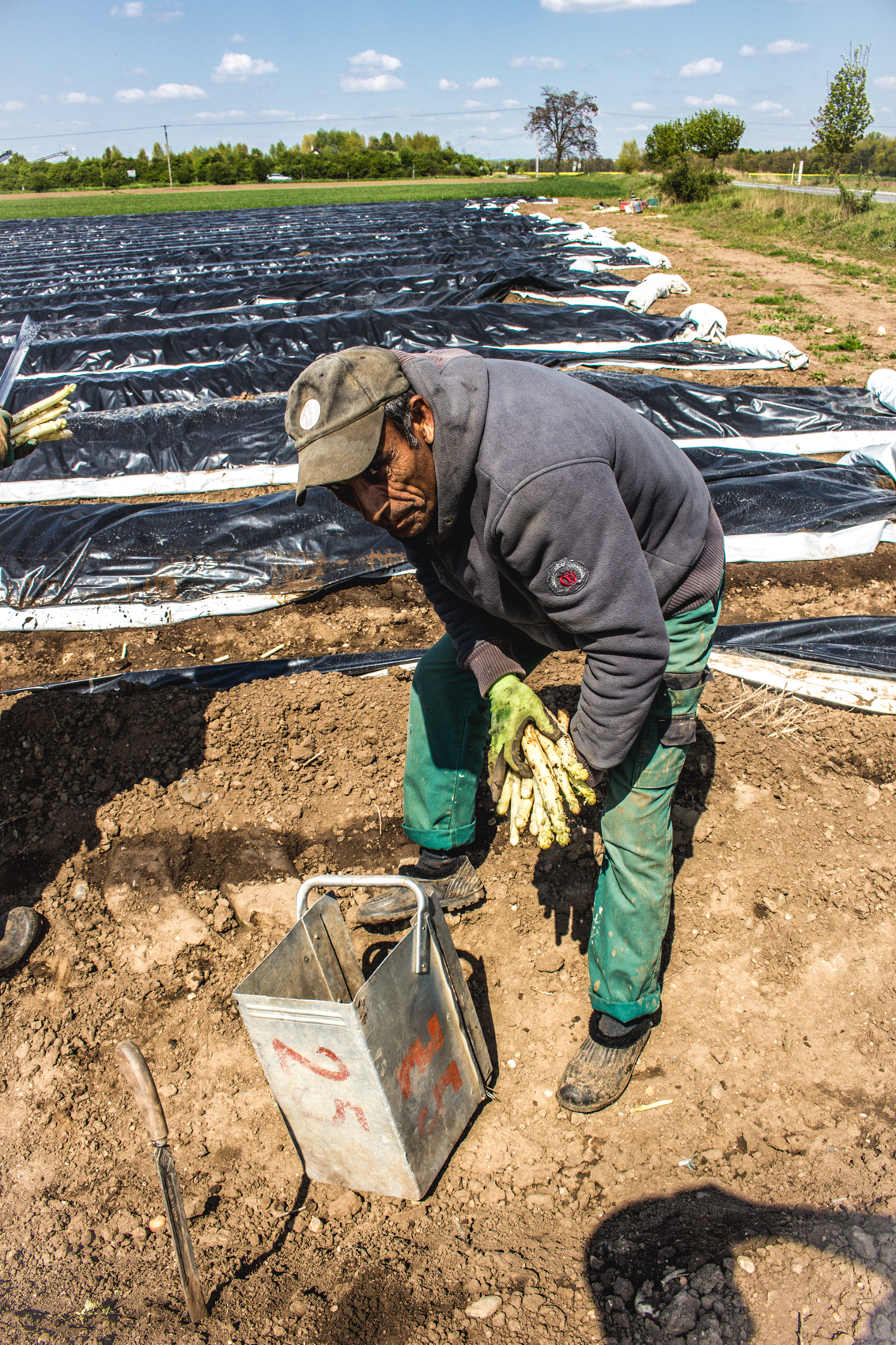
Sklizeň českého chřestu je ruční práce. Nejde nahradit mechanicky.
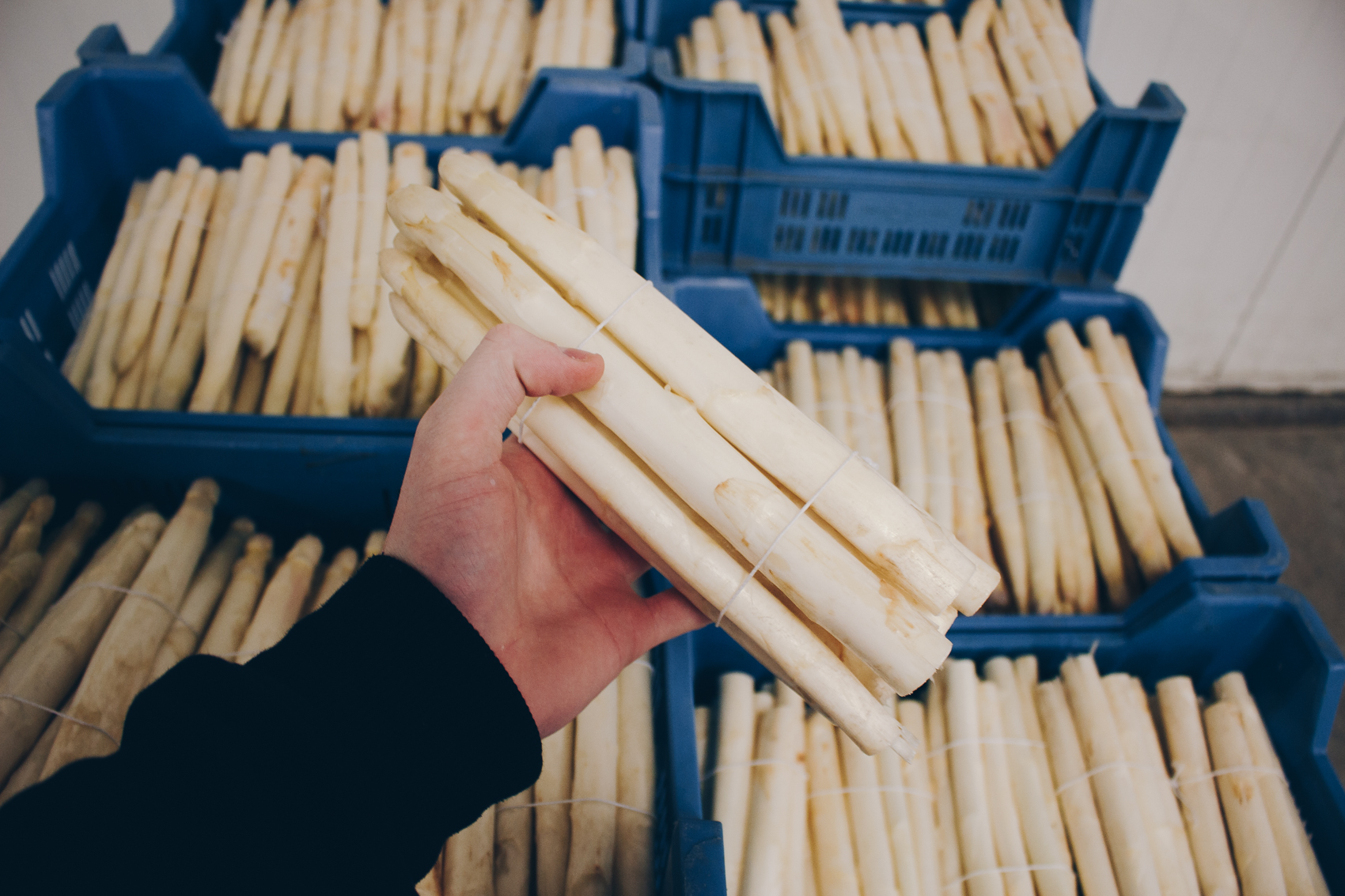
Bílý chřest ve skladu obnovitele tradice pěstování chřestu v ČR v Hostíně u Vojkovic na Mělnicku.
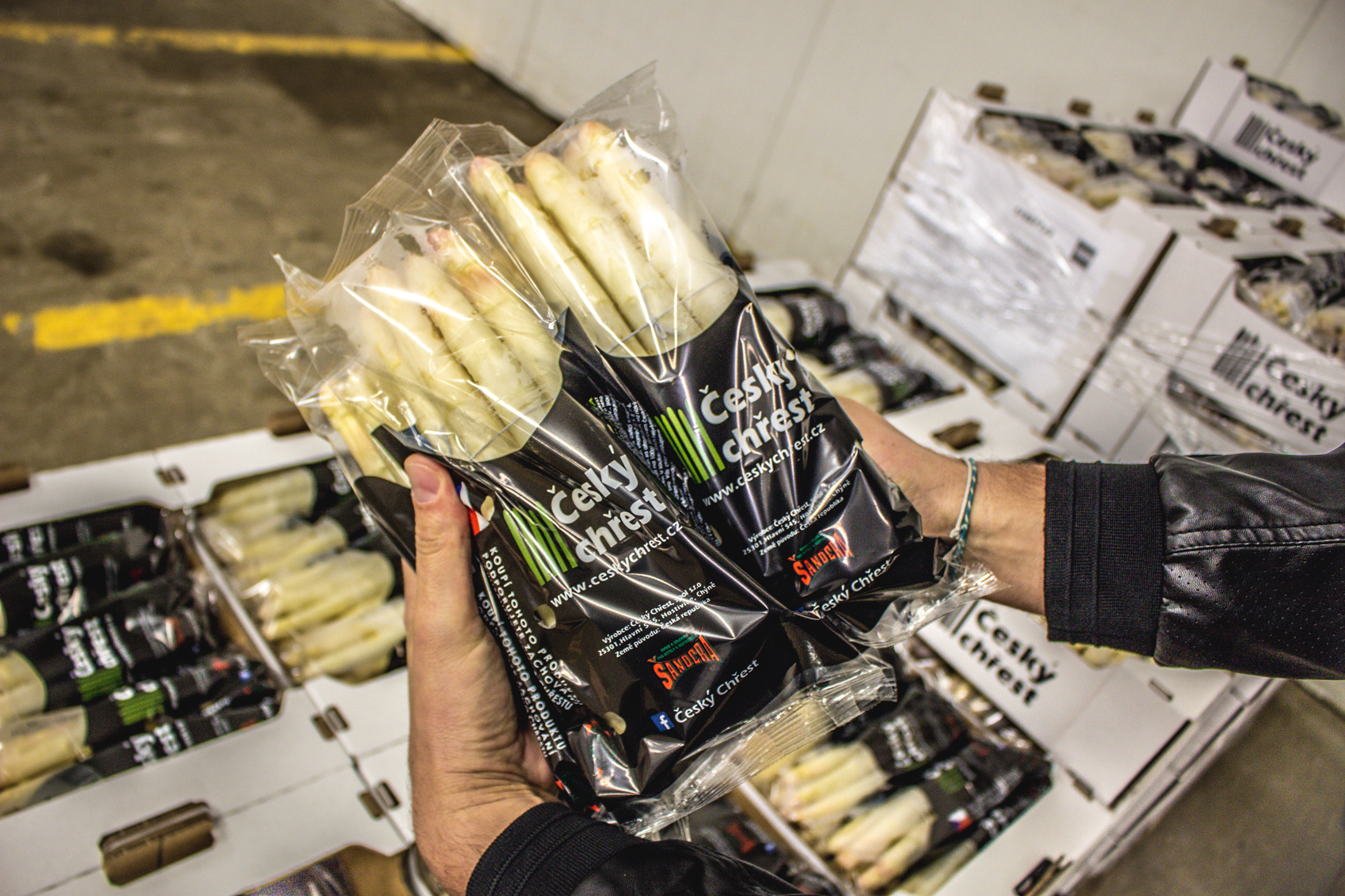
Obchodní balení českého bílého chřestu.
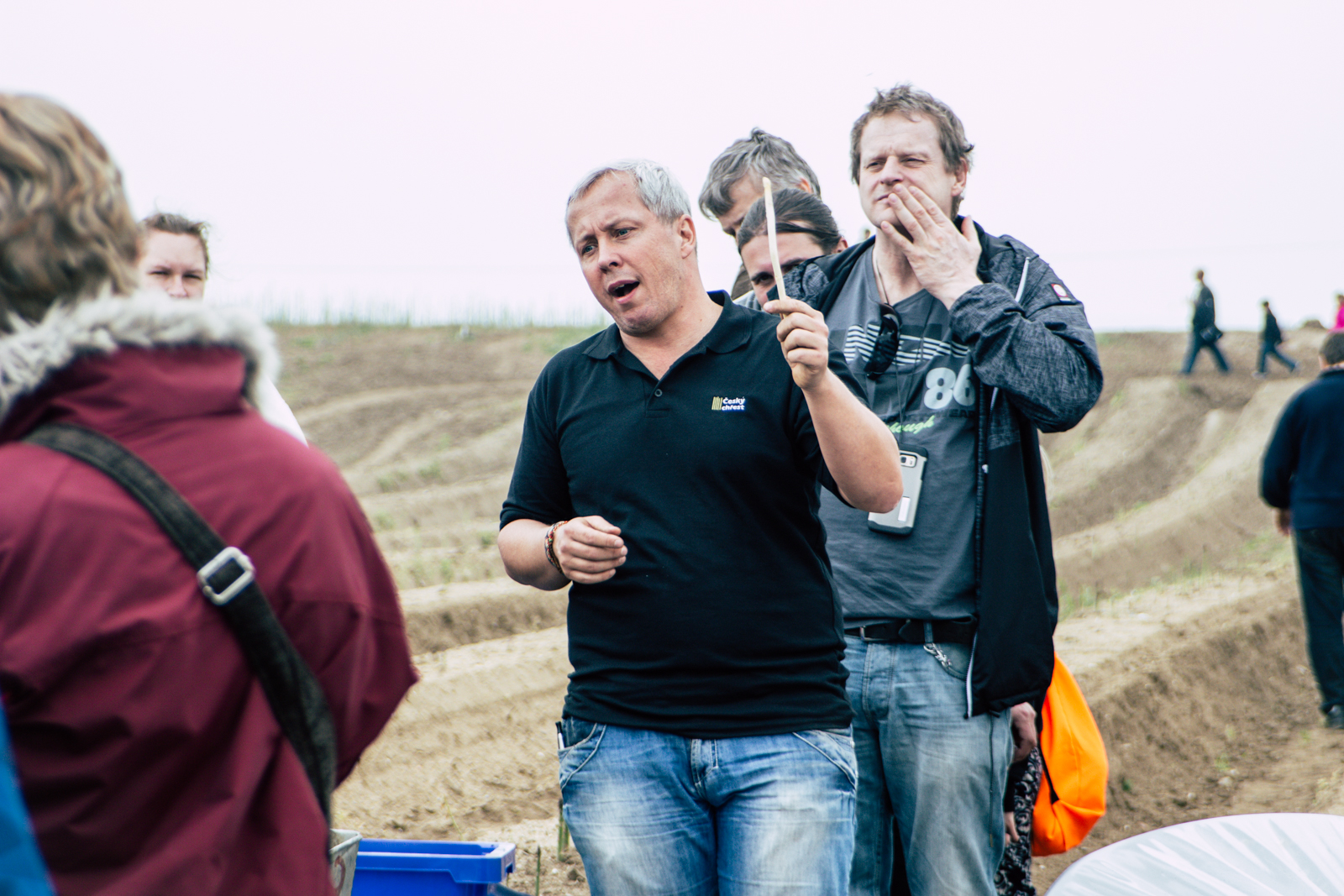
Spoluzakladatel firmy Český chřest Jiří Šafář vykládá o pěstování chřestu na poli v Hostíně u Vojkovic.
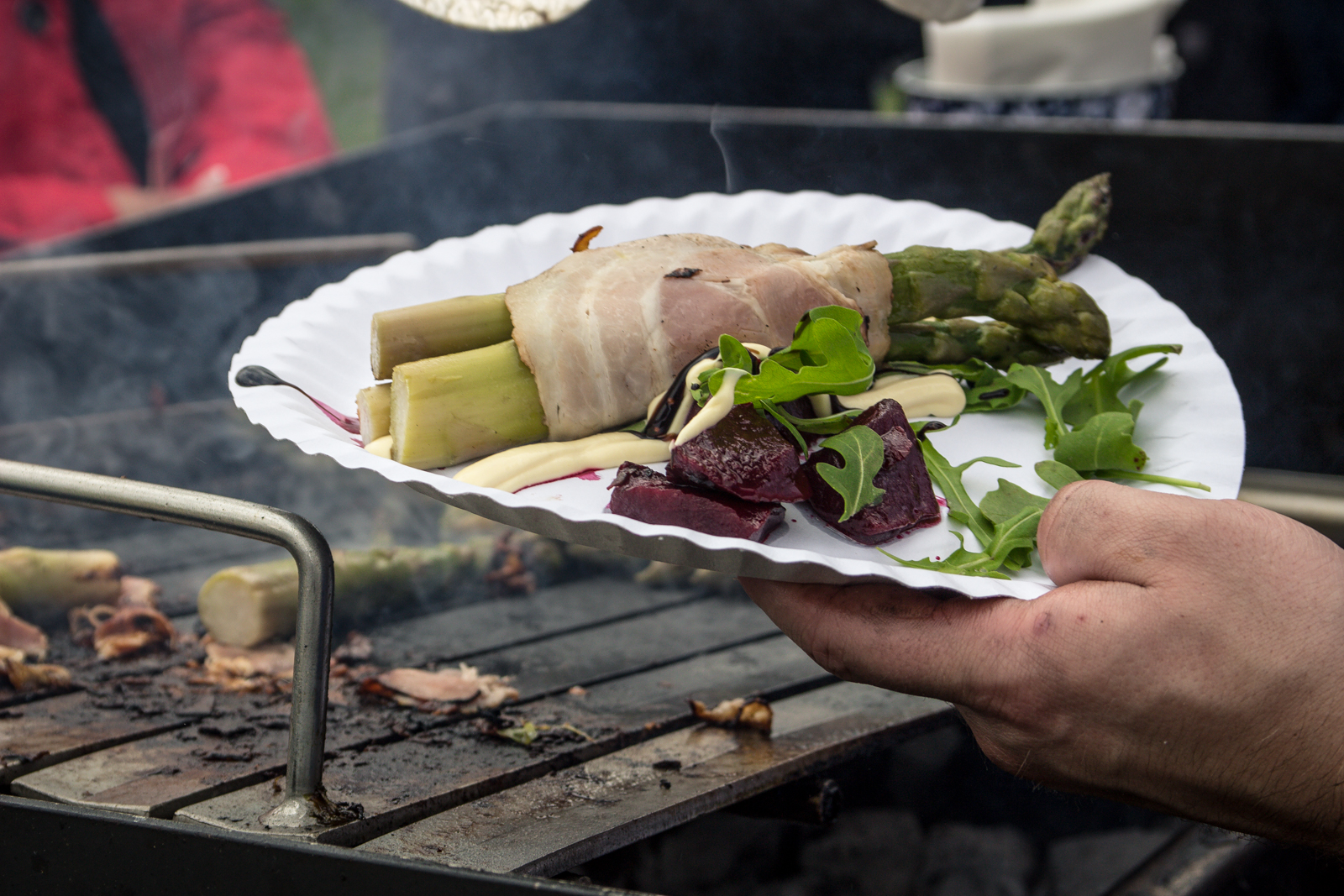
Chřest se slaninou, jedna z mnoha možných úprav této oblíbené jarní zeleniny.
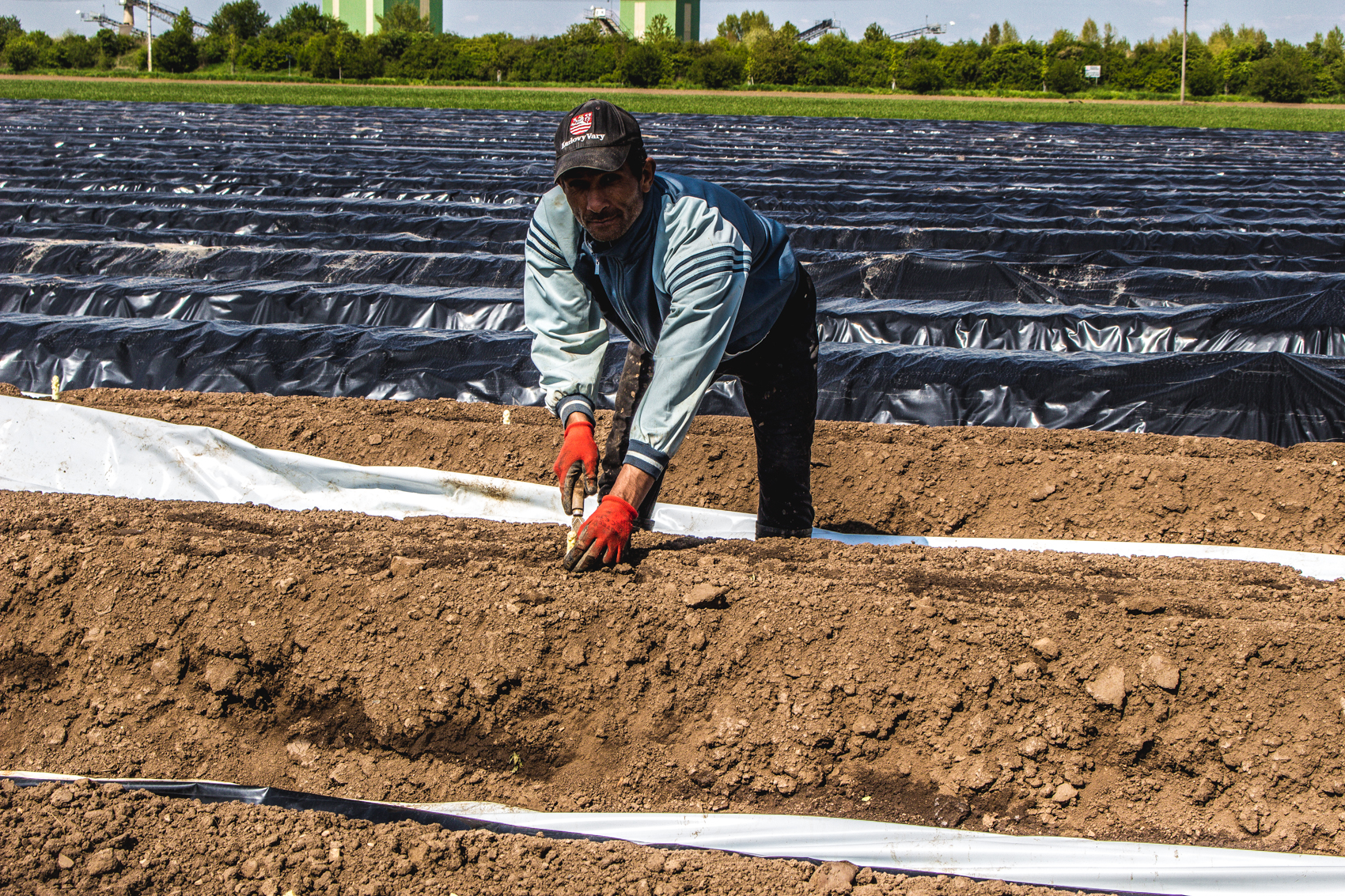
Sklizeň českého chřestu na Mělnicku.
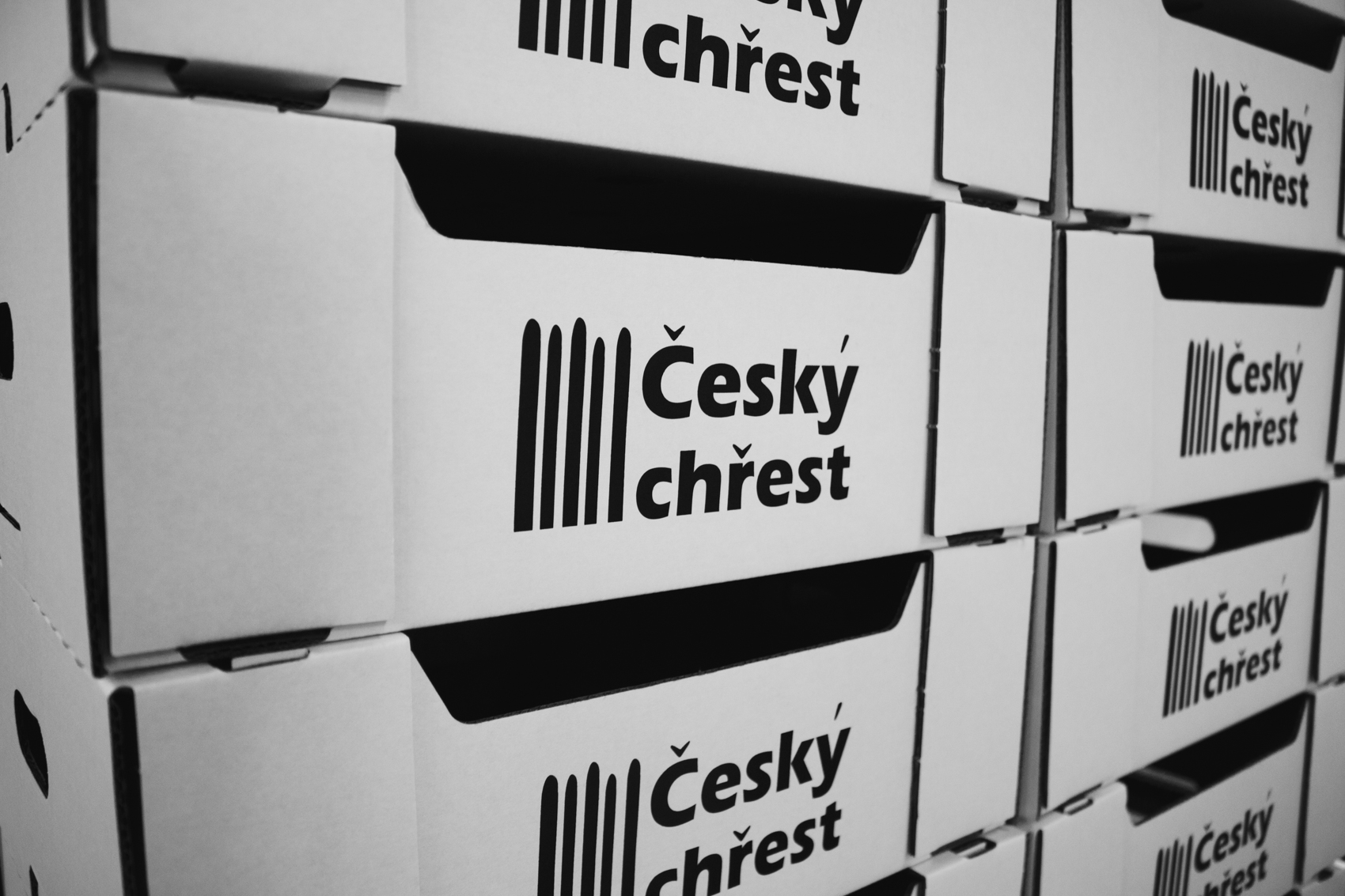
Ve skladu chřestu v Hostíně u Vojkovic.
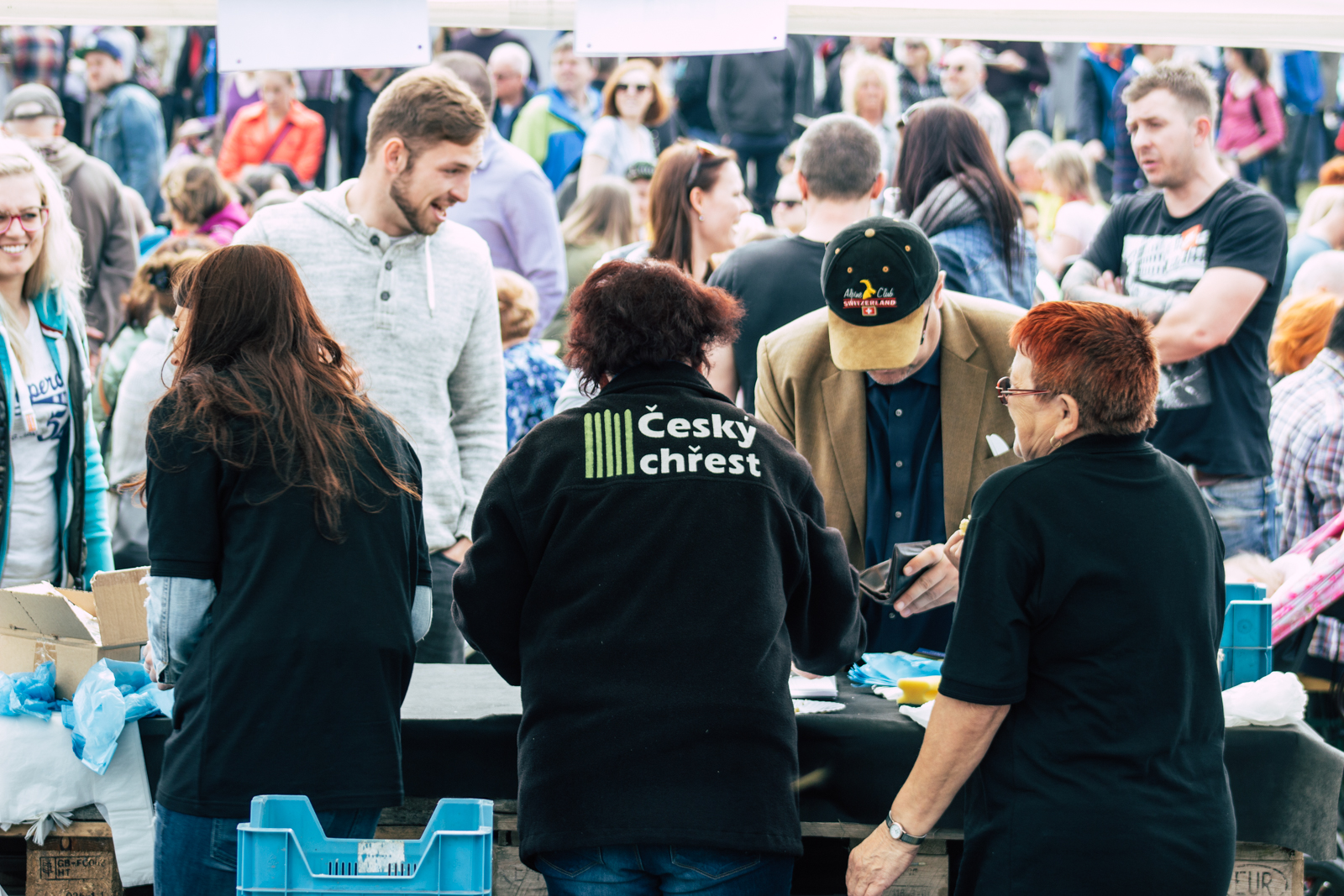
Prodej chřestu na tradičních květnových chřestových slavnostech v Hostíně u Vojkovic.
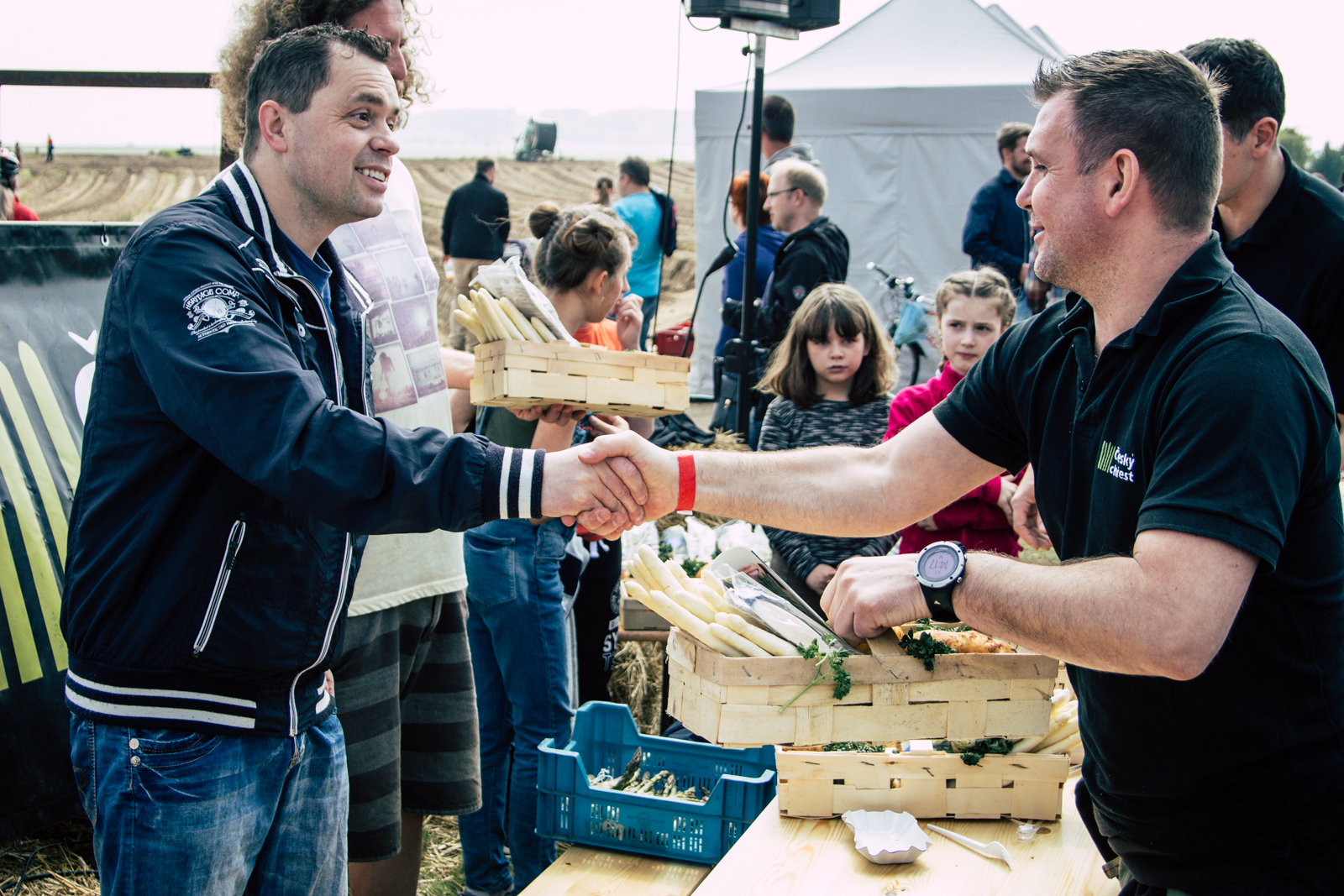
Chřestožrout roku 2016 a 2017 pan Němec. Akce se každoročně pořádá v Hostíně u Vojkovic v rámci květnových chřestových slavností Českého chřestu.
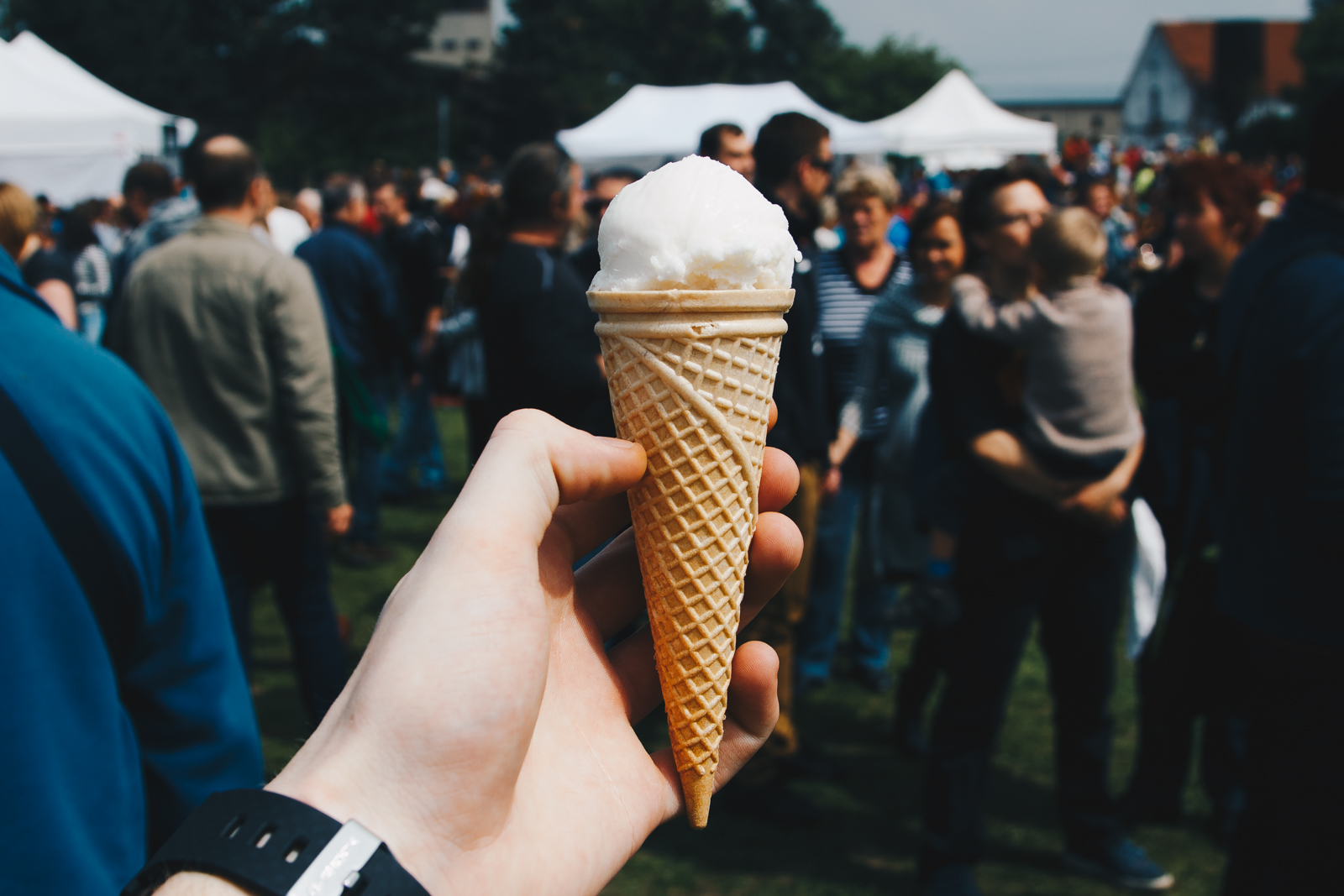
Chřestová zmrzlina z českého chřestu. Chřestové slavnosti v Hostíně u Vojkovic.
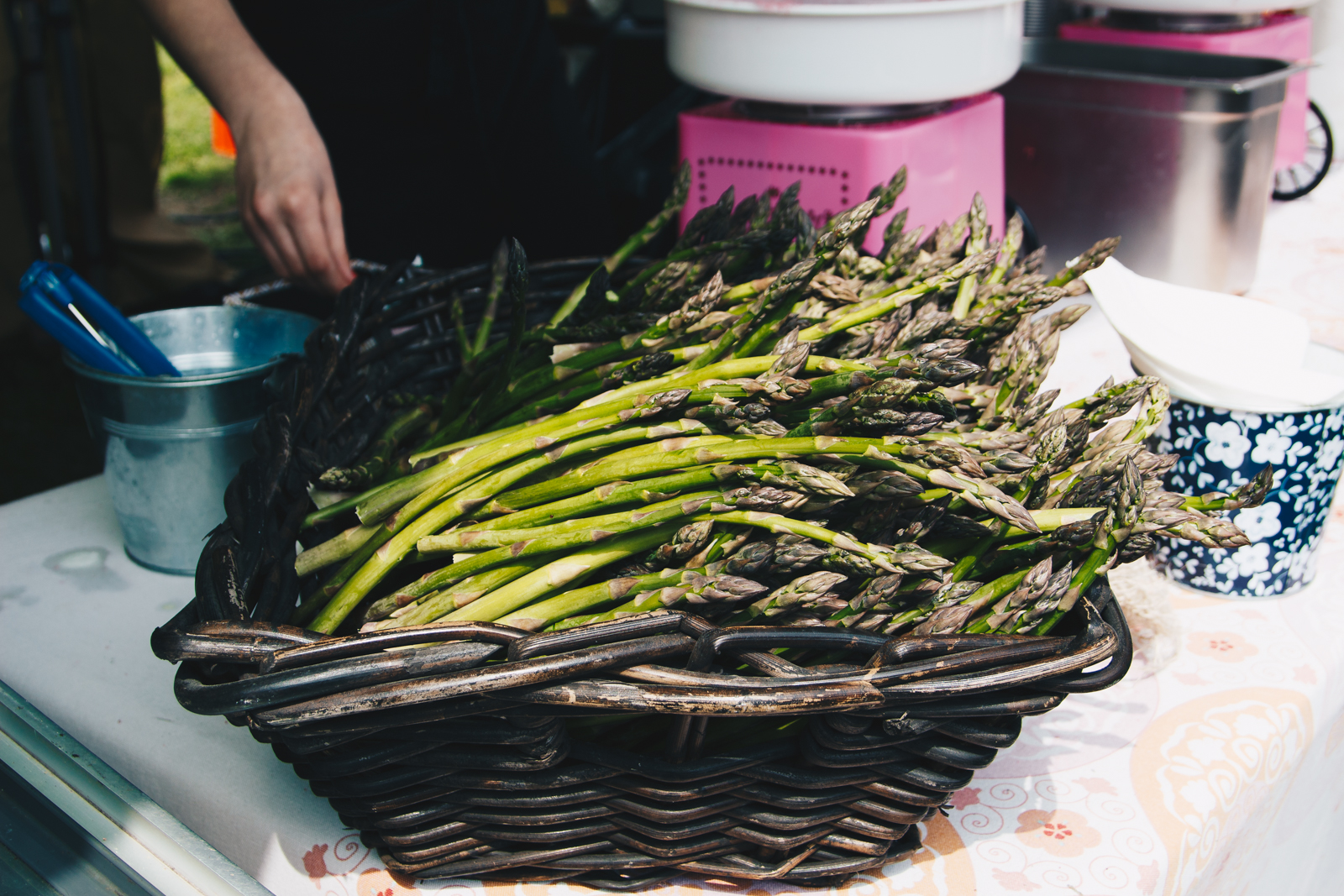
Zelený chřest z Hostína u Vojkovic.
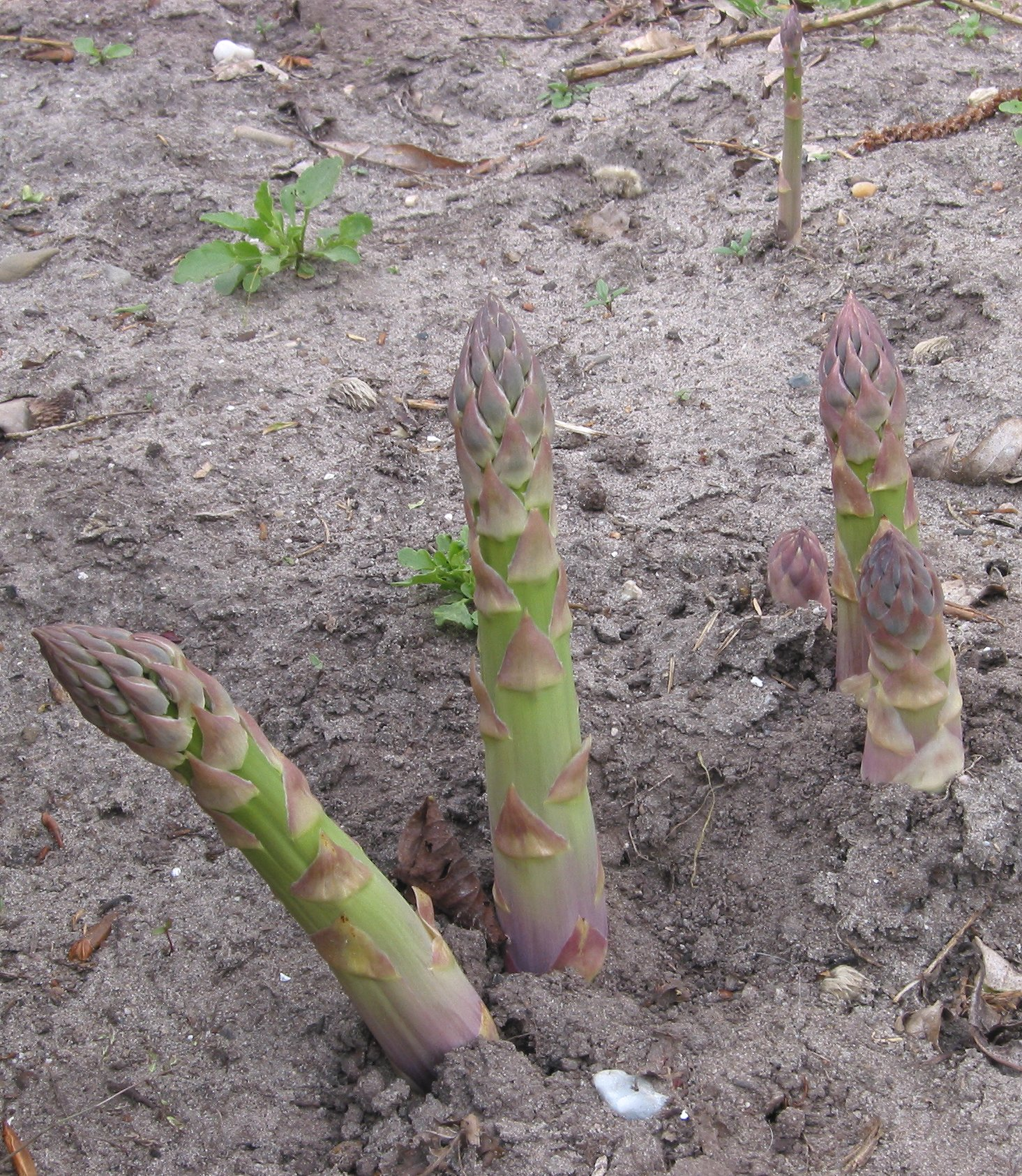
Mladé výhonky zeleného chřestu.
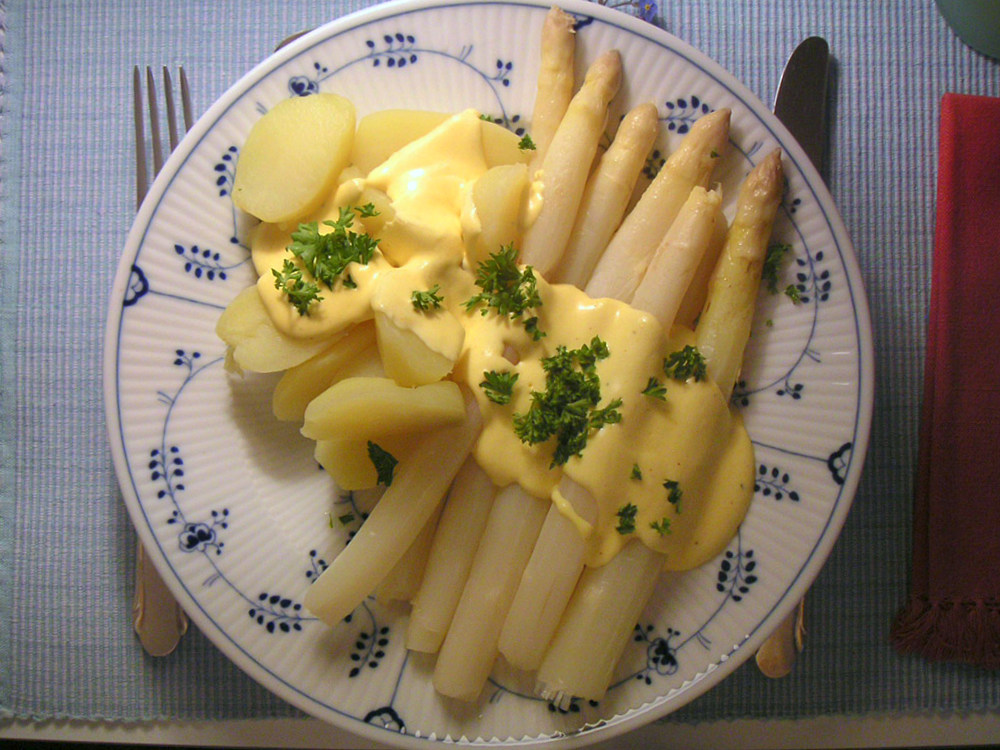
Vařený bílý chřest s bramborem, petrželkou a holandskou omáčkou.
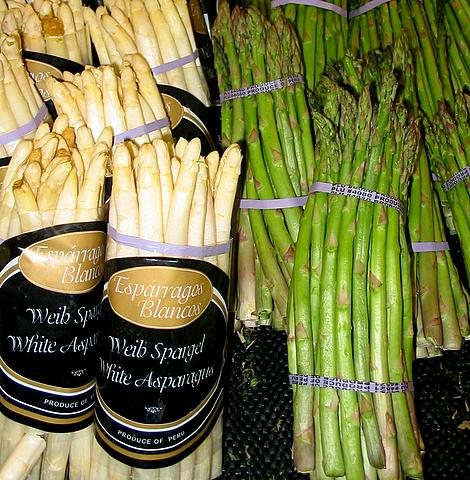
Výhonky připravené k prodeji